# Piet Nijs
Piet Nijs (Tongeren 7 juni 1937) is een Belgische psychiater en grondlegger van de seksuologie in Vlaanderen.

## Biografie
Nijs studeerde geneeskunde, filosofie, psychologie, lichamelijke opleiding en seksuologie aan de Katholieke Universiteit Leuven. Hij specialiseerde in de neuropsychiatrie. Hij vervolmaakte hij zich in de seksuologie in Hamburg.
Hij was werkzaam in de afdeling gynaecologie en verloskunde aan het UZ Leuven. De start van zijn beroepsloopbaan midden jaren 60 viel min of meer samen met grote veranderingen in de Vlaamse samenleving: het einde van het Tweede Vaticaans Concilie, de studentenbeweging over de splitsing van de Leuvens universiteit, overgaand in de Parijse studentenrevolte. Het was ook de tijd van het opkomen van de anticonceptiepil, met de nodige controverse daarover in de westerse wereld, zoals onder meer bleek uit de encycliek Humanae Vitae en de reacties daarop.
De problematiek van de raadpleging voor seksuologie evolueerde van "pil-consultaties" over abortusverwerking en sterilisatie naar kunstmatige inseminatie en in-vitrofertilisatie (proefbuisbevruchting). Nijs volgde deze evolutie en stuurde ze voor een stuk via publicaties en talloze lezingen. In 1969 startte hij het onderzoekscentrum voor seksuologie met Jos Van Ussel. In 1972 stond hij aan de wieg van de Vlaamse vereniging van seksuologen. In 1975 was hij medestichter van de European Federation of Sexology. In verband met de seksualiteit nam hij steeds een "totaal-menselijk" standpunt in, ruimer dan seksualiteit in enge zin, met ook aandacht voor intimiteit, erotiek als (non)verbale "taal" en liefdeskunst.
De laatste jaren zet Nijs zich in voor de Europese stichting Erasmorus, een samentrekking van Desiderius Erasmus en Thomas Morus, twee symboolfiguren voor vrijheid en verdraagzaamheid, die zich hebben losgewerkt uit de wetenschappelijke en religieuze ideologieën van hun tijd. Het zal een ‘Therapeuticum Trilingue’ worden, een centrum waar je terechtkan voor informatie, vorming én therapie. Het is als het ware een bijdrage tot de vorming van een moderne homo universalis: naast psychotherapeutische en positiefwetenschappelijke biologische aspecten, komen er ook de sociale en culturele elementen aan bod. Want als je de hedendaagse mens echt wilt doorgronden, mag je je niet beperken tot statistieken en correlatiecoëfficiënten. Je moet zijn cultuur in heel haar veelzijdigheid bekijken.”